# فهرست بودجه دولت بر پایه کشور

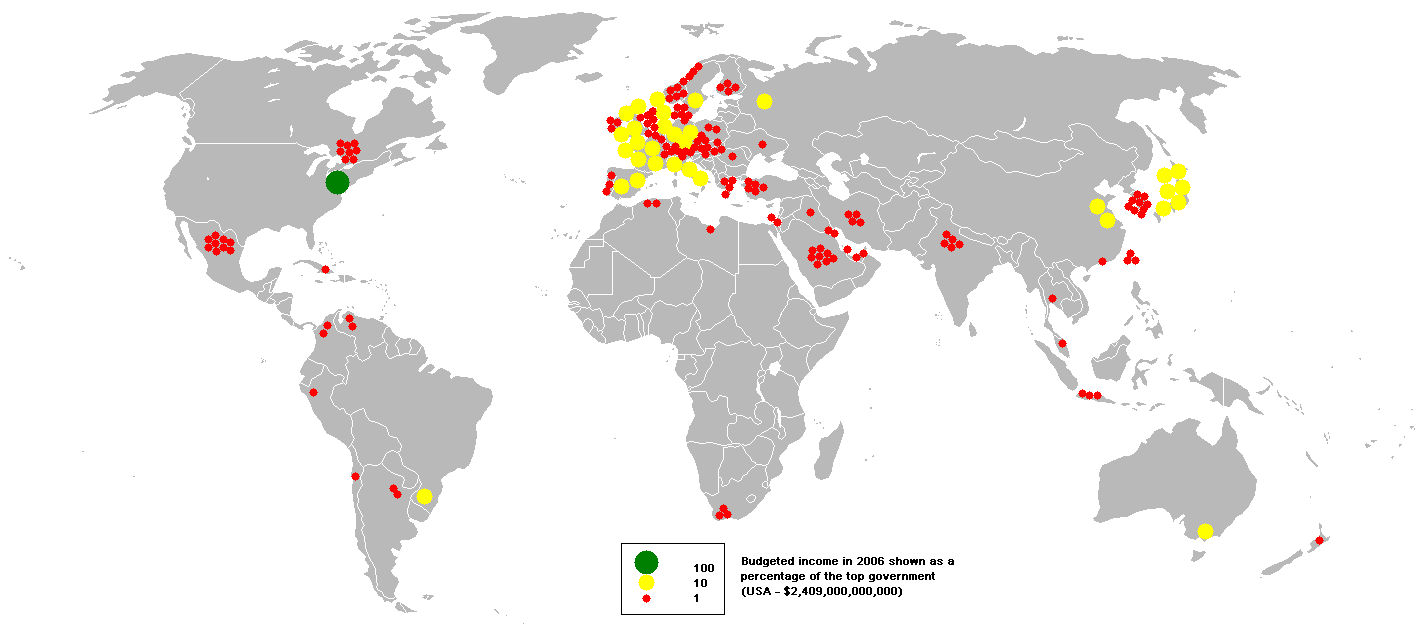
بودجه دولت‌ها، در سال ۲۰۰۶

این مقاله، شامل نموداری از درآمدها، هزینه‌ها و کسری بودجه یا مازاد بودجه دولت‌های کشورهای مختلف می‌باشد، که این کشورها، بر پایه میزان درآمد کسب شده در بودجه سالیانه دولت‌ها، رتبه‌بندی شده‌اند.
این آمار و داده‌ها، از اطلاعات‌نامه جهان، گرفته شده‌است. ایالات متحده آمریکا، که در این فهرست، رتبه نخست را به خود اختصاص داده‌است، بودجه دولت فدرال، تنها نشان‌دهنده ۵۵٪ از کل هزینه‌های عمومی این کشور را در بر می‌گیرد. در سال ۲۰۱۱ میلادی، هزینه‌های اختصاص داده شده، به بخش عمومی در ایالات متحده، بالغ بر ۶ تریلیون دلار برآورد شده‌است.
دولت ایران در سال ۲۰۱۱ معادل ۱۳۱٫۲ میلیارد دلار درآمد داشته و باتوجه به قانون موجود در ایران، کلیه منابع زیرزمینی (اعم از نفت و گاز) در انحصار کامل دولت قرار دارد و در حدود ۱۲۰ میلیارد دلار از کل درآمد دولت، از طریق فروش نفت و فراورده‌های نفتی بدست آمده، که به پشتوانه همین درآمدها، ایران در رتبه ۲۹ قرار گرفته‌است. با توجه به جمعیت ۸۱ میلیونی ایران، دولت ایران، ۹۲٫۶ میلیارد دلار در بخش عمومی (جهت رفاه عمومی و بهبود وضعیت اقتصادی مردم) هزینه کرده‌است.
بودجه کل کشور از دو محل بودجه نفتی و مالیاتی تأمین می‌شود. در سال ۲۰۱۱ درآمد نفتی و فرآورده‌هایش ۹۱٫۴ درصد کل بودجه را شکل داده بودند. سهم درآمد مالیاتی نسبت به درآمد نفتی بسیار کمتر (به‌طور قطع کمتر از ۹ درصد) بود. به گفتهٔ حسین طلا، نمایندهٔ تهران در مجلس شورای اسلامی، «۵۳ درصد درآمدهای مالیاتی بودجه سال ۱۳۹۳ هجری شمسی ایران را مردم استان تهران تأمین می‌کنند و تنها ۳٫۷ درصد از این درآمدها به مردم این استان اختصاص خواهد یافت و ۳۰ استان دیگر ایران روی هم رفته همه با هم، تنها ۴۷ درصد بودجه مالیاتی را تأمین می‌کنند، امّا بودجه به‌مراتب بیشتری می‌گیرند.»
در سال ۲۰۲۰ ایران در رتبه ۴۹ قرار گرفت که در حالی که در سال ۲۰۱۱ در رتبه ۲۹ قرار گرفته بود.
| رده | کشور                                         | درآمد (میلیون دلار) | هزینه‌ها (میلیون دلار) | کسری/مازاد درآمد (میلیون دلار) | کسری/مازاد درآمد به نسبت GDP (درصد ٪) | سال مالی |
| --- | -------------------------------------------- | ------------------- | --------------------- | ------------------------------ | ------------------------------------- | -------- |
| ۱   | ایالات متحده آمریکا                          | ۵٬۹۲۳٬۸۲۹           | ۹٬۸۱۸٬۵۳۴             | -۳٬۸۹۴٬۷۰۵                     | ۱۸.۷۲٪-                               | ۲۰۲۰     |
| ۲   | چین                                          | ۳,۶۲۲,۳۱۳           | ۵,۳۸۸,۸۱۴             | −۱,۷۶۶,۵۰۱                     | −۱۱.۸۸٪                               | ۲۰۲۰     |
| ۳   | آلمان                                        | ۱,۷۲۹,۲۲۴           | ۲,۰۳۸,۲۴۷             | −۳۰۹,۲۰۳                       | −۸.۱۸٪                                | ۲۰۲۰     |
| ۴   | ژاپن                                         | ۱,۶۶۶,۴۵۴           | ۲,۳۶۲,۶۷۶             | −۶۹۶,۲۲۲                       | −۱۴.۱۵٪                               | ۲۰۲۰     |
| ۵   | فرانسه                                       | ۱,۳۳۴,۹۴۴           | ۱,۶۰۹,۷۱۰             | −۲۷۴,۷۶۶                       | −۱۰.۷۷٪                               | ۲۰۲۰     |
| ۶   | بریتانیا                                     | ۹۶۶,۴۰۷             | ۱,۴۰۰,۷۷۶             | −۴۳۴,۳۶۹                       | −۱۶.۴۶٪                               | ۲۰۲۰     |
| ۷   | ایتالیا                                      | ۸۶۳,۷۸۵             | ۱,۱۰۳,۷۲۱             | −۲۳۹,۹۳۶                       | −۱۲.۹۸٪                               | ۲۰۲۰     |
| ۸   | کانادا                                       | ۵۹۸,۴۳۴             | ۹۱۷,۲۷۱               | −۳۱۸,۸۳۷                       | −۱۹.۹۲٪                               | ۲۰۲۰     |
| ۹   | اسپانیا                                      | ۴۸۱,۹۴۵             | ۶۵۷,۷۵۰               | −۱۷۵,۸۰۵                       | −۱۴.۰۹٪                               | ۲۰۲۰     |
| ۱۰  | هند                                          | ۴۶۸,۷۳۹             | ۸۰۷,۷۷۱               | −۳۳۹,۰۳۲                       | −۱۳.۰۷٪                               | ۲۰۲۰     |
| ۱۱  | روسیه                                        | ۴۶۸,۶۵۱             | ۵۴۶,۰۲۷               | −۷۷,۳۷۶                        | −۵.۲۹٪                                | ۲۰۲۰     |
| ۱۲  | استرالیا                                     | ۴۵۹,۵۴۶             | ۵۹۳,۸۵۶               | −۱۳۴,۳۱۰                       | −۱۰.۰۶٪                               | ۲۰۲۰     |
| ۱۳  | برزیل                                        | ۳۸۲,۴۴۱             | ۶۱۱,۳۰۸               | −۲۲۸,۸۶۷                       | −۱۶.۷۸٪                               | ۲۰۲۰     |
| ۱۴  | کره جنوبی                                    | ۳۶۳,۱۲۰             | ۴۱۴,۴۵۲               | −۵۱,۳۳۲                        | −۳.۲۴٪                                | ۲۰۲۰     |
| ۱۵  | هلند                                         | ۳۵۲,۶۰۳             | ۴۳۰,۲۲۰               | −۷۷,۶۱۷                        | −۸.۷۶٪                                | ۲۰۲۰     |
| ۱۶  | مکزیک                                        | ۲۵۴,۲۵۶             | ۳۱۴,۵۹۸               | −۶۳,۳۴۲                        | −۵.۸۰٪                                | ۲۰۲۰     |
| ۱۷  | بلژیک                                        | ۲۵۱,۳۹۵             | ۳۰۸,۵۵۳               | −۵۷,۱۵۸                        | −۱۱.۳۵٪                               | ۲۰۲۰     |
| ۱۸  | سوئد                                         | ۲۵۱,۰۰۹             | ۲۸۲,۲۲۳               | −۳۱,۲۱۴                        | −۵.۹۰٪                                | ۲۰۲۰     |
| ۱۹  | لهستان                                       | ۲۳۶,۴۶۴             | ۲۹۷,۲۴۹               | −۶۰,۷۸۵                        | −۱۰.۴۶٪                               | ۲۰۲۰     |
| ۲۰  | سوئیس                                        | ۲۳۴,۴۴۵             | ۲۶۴,۲۳۲               | −۲۹,۷۸۷                        | −۴.۲۱٪                                | ۲۰۲۰     |
| ۲۱  | اتریش                                        | ۲۰۹,۶۶۷             | ۲۵۲,۵۲۴               | −۴۲,۸۵۷                        | −۹.۹۰٪                                | ۲۰۲۰     |
| ۲۲  | نروژ                                         | ۱۹۶,۱۴۴             | ۲۰۲,۶۸۴               | −۶,۵۴۰                         | −۱.۷۹٪                                | ۲۰۲۰     |
| ۲۳  | عربستان سعودی                                | ۱۹۳,۰۵۴             | ۲۶۴,۹۸۴               | −۷۱,۹۳۰                        | −۱۰.۵۶٪                               | ۲۰۲۰     |
| ۲۴  | ترکیه                                        | ۱۸۸,۲۵۸             | ۲۳۹,۴۲۱               | −۵۱,۱۶۳                        | −۷.۸۸٪                                | ۲۰۲۰     |
| ۲۵  | دانمارک                                      | ۱۸۰,۲۸۷             | ۱۹۳,۸۳۱               | −۱۳,۵۴۴                        | −۳.۹۹٪                                | ۲۰۲۰     |
| ۲۶  | فنلاند                                       | ۱۴۲,۲۱۵             | ۱۶۰,۵۴۴               | −۱۸,۳۲۹                        | −۶.۸۴٪                                | ۲۰۲۰     |
| ۲۷  | اسرائیل                                      | ۱۲۸,۸۶۵             | ۱۷۸,۴۶۵               | −۴۹,۶۰۰                        | −۱۲.۹۴٪                               | ۲۰۲۰     |
| ۲۸  | اندونزی                                      | ۱۲۸,۵۵۰             | ۱۹۷,۳۰۶               | −۶۸,۷۵۶                        | −۶.۳۱٪                                | ۲۰۲۰     |
| ۲۹  | آرژانتین                                     | ۱۲۶,۴۱۴             | ۱۷۰,۱۱۳               | −۴۳,۶۹۹                        | −۱۱.۴۲٪                               | ۲۰۲۰     |
| ۳۰  | تایلند                                       | ۱۰۷,۰۵۴             | ۱۳۳,۵۸۸               | −۲۶,۵۳۴                        | −۵.۲۱٪                                | ۲۰۲۰     |
| ۳۱  | جمهوری چک                                    | ۹۸,۲۶۳              | ۱۱۵,۹۳۲               | −۱۷,۶۶۹                        | −۷.۳۰٪                                | ۲۰۲۰     |
| ۳۲  | تایوان                                       | ۹۴,۲۰۷              | ۱۲۳,۷۷۹               | −۲۹,۵۷۲                        | −۴.۶۵٪                                | ۲۰۲۰     |
| ۳۳  | یونان                                        | ۹۳,۸۸۹              | ۱۱۱,۳۷۱               | −۱۷,۴۸۲                        | −۸.۹۹٪                                | ۲۰۲۰     |
| ۳۴  | پرتغال                                       | ۹۳,۴۳۳              | ۱۱۱,۹۴۸               | −۱۸,۵۱۵                        | −۸.۳۵٪                                | ۲۰۲۰     |
| ۳۵  | جمهوری ایرلند                                | ۹۳,۲۲۱              | ۱۱۷,۱۴۹               | −۲۳,۹۲۸                        | −۶.۰۰٪                                | ۲۰۲۰     |
| ۳۶  | امارات متحده عربی                            | ۹۲,۰۶۳              | ۱۲۷,۰۹۵               | −۳۵,۰۳۲                        | −۹.۹۰٪                                | ۲۰۲۰     |
| ۳۷  | آفریقای جنوبی                                | ۷۶,۴۳۴              | ۱۱۶,۱۱۸               | −۳۹,۶۸۴                        | −۱۴.۰۴٪                               | ۲۰۲۰     |
| ۳۸  | نیوزیلند                                     | ۷۲,۵۳۲              | ۹۰,۴۳۱                | −۱۷,۸۹۹                        | −۹.۲۵٪                                | ۲۰۲۰     |
| ۳۹  | رومانی                                       | ۷۲,۰۹۳              | ۹۵,۹۴۴                | −۲۳,۸۵۱                        | −۹.۵۹٪                                | ۲۰۲۰     |
| ۴۰  | مصر                                          | ۱۵۸,۰۰۰             | ۱۶۸,۴۲۸               | −۱۰,۴۲۸                        | −۶.۶٪                                 | ۲۰۲۱     |
| ۴۱  | کلمبیا                                       | ۶۸,۸۱۳              | ۹۳,۹۲۱                | −۲۵,۱۰۸                        | −۹.۴۸٪                                | ۲۰۲۰     |
| ۴۲  | مالزی                                        | ۶۸,۱۱۳              | ۹۰,۰۸۲                | −۲۱,۹۶۹                        | −۶.۵۳٪                                | ۲۰۲۰     |
| ۴۳  | بنگلادش                                      | ۶۷,۹۷۱              | ۹۰,۵۶۹                | −۲۲,۵۹۸                        | −۶.۸۰٪                                | ۲۰۲۰     |
| ۴۴  | مجارستان                                     | ۶۵,۶۸۹              | ۷۸,۱۰۳                | −۱۲,۴۱۴                        | −۸.۲۸٪                                | ۲۰۲۰     |
| ۴۵  | فیلیپین                                      | ۶۳,۲۵۲              | ۹۲,۸۷۶                | −۲۹,۶۲۴                        | −۸.۰۶٪                                | ۲۰۲۰     |
| ۴۶  | کویت                                         | ۶۱,۱۷۴              | ۷۰,۴۰۱                | −۹,۲۲۷                         | −۸.۴۹٪                                | ۲۰۲۰     |
| ۴۷  | سنگاپور                                      | ۵۹,۶۷۸              | ۹۶,۰۳۱                | −۳۶,۳۵۳                        | −۱۰.۷۷٪                               | ۲۰۲۰     |
| ۴۸  | ویتنام                                       | ۵۷,۸۳۷              | ۷۸,۳۴۸                | −۲۰,۵۱۱                        | −۶.۰۲٪                                | ۲۰۲۰     |
| ۴۹  | ایران                                        | ۵۷,۲۷۳              | ۱۱۵,۴۶۳               | −۵۸,۱۹۰                        | −۹.۵۹٪                                | ۲۰۲۰     |
| ۵۰  | هنگ کنگ                                      | ۵۷,۱۸۴              | ۹۷,۴۳۶                | −۴۰,۲۵۲                        | −۱۱.۷۹٪                               | ۲۰۲۰     |
| ۵۱  | اوکراین                                      | ۵۵,۶۱۲              | ۶۶,۷۲۲                | −۱۱,۱۱۰                        | −۷.۸۱٪                                | ۲۰۲۰     |
| ۵۲  | عراق                                         | ۵۴,۷۵۶              | ۸۵,۹۷۲                | −۳۱,۲۱۶                        | −۱۷.۵۳٪                               | ۲۰۲۰     |
| ۵۳  | قطر                                          | ۵۲,۲۵۰              | ۴۷,۷۷۳                | ۴,۴۷۷                          | ۳.۰۳٪                                 | ۲۰۲۰     |
| ۵۴  | شیلی                                         | ۵۰,۶۶۰              | ۷۲,۰۲۴                | −۸,۱۶۰                         | −۸.۷۱٪                                | ۲۰۲۰     |
| ۵۵  | اسلواکی                                      | ۴۳,۱۱۳              | ۵۱,۱۱۸                | −۸,۰۰۵                         | −۸.۸۴٪                                | ۲۰۲۰     |
| ۵۶  | پاکستان                                      | ۴۲,۹۵۱              | ۶۵,۷۱۸                | −۲۲,۷۶۷                        | −۸.۰۱٪                                | ۲۰۲۰     |
| ۵۷  | الجزایر                                      | ۴۱,۴۷۴              | ۵۸,۳۹۷                | −۱۶,۹۲۳                        | −۱۱.۴۹٪                               | ۲۰۲۰     |
| ۵۸  | پرو                                          | ۳۵,۸۶۹              | ۵۴,۲۸۶                | −۱۸,۴۱۷                        | −۹.۴۱٪                                | ۲۰۲۰     |
| ۵۹  | قزاقستان                                     | ۲۹,۵۷۶              | ۳۸,۳۱۸                | −۸,۷۴۲                         | −۵.۲۷٪                                | ۲۰۲۰     |
| ۶۰  | آنگولا                                       | ۱۱,۲۴۳              | ۱۳,۰۰۴                | −۱,۷۶۱                         | −۲.۸۱٪                                | ۲۰۲۰     |
| ۶۲  | اکوادور                                      | ۳۲,۳۰۰              | ۳۷,۷۰۰                | −۵,۴۰۰                         | −۵.۵ ٪                                | ۲۰۱۷     |
| ۶۳  | لوکزامبورگ                                   | ۲۷,۶۰۰              | ۲۷,۳۸۰                | ۲۲۰                            | ۰.۴٪                                  | ۲۰۱۷     |
| ۶۵  | مراکش                                        | ۲۶,۶۳۰              | ۳۰,۷۱۰                | −۴,۰۸۰                         | −۳.۷٪                                 | ۲۰۱۷     |
| ۶۶  | کرواسی                                       | ۲۵,۷۹۰              | ۲۶,۹۲۰                | −۱,۱۳۰                         | −۲.۱٪                                 | ۲۰۱۷     |
| ۶۷  | بلاروس                                       | ۲۲,۸۰۰              | ۲۲,۵۴۰                | ۲۶۰                            | ۰.۵٪                                  | ۲۰۱۷     |
| ۶۸  | عمان                                         | ۲۲,۶۸۰              | ۳۲,۰۷۰                | −۹,۳۹۰                         | −۱۳.۰ ٪                               | ۲۰۱۷     |
| ۶۹  | ازبکستان                                     | ۲۰,۱۱۰              | ۱۹,۹۲۰                | ۱۹۰                            | ۰.۳٪                                  | ۲۰۱۷     |
| ۷۰  | اسلوونی                                      | ۲۰,۲۰۰              | ۲۰,۹۷۰                | −۷۷۰                           | −۱.۶٪                                 | ۲۰۱۷     |
| ۷۱  | بلغارستان                                    | ۱۹,۵۳۰              | ۲۰,۳۱۰                | −۷۸۰                           | −۱.۴٪                                 | ۲۰۱۷     |
| ۷۲  | اروگوئه                                      | ۱۷,۶۹۰              | ۱۹,۹۰۰                | −۲,۲۱۰                         | −۳.۷٪                                 | ۲۰۱۷     |
| ۷۳  | لیبی                                         | ۱۶,۳۳۰              | ۲۲,۳۲۰                | −۵,۹۹۰                         | −۱۸.۰٪                                | ۲۰۱۷     |
| ۷۴  | صربستان                                      | ۱۶,۲۵۰              | ۱۶,۹۳۰                | −۶۸۰                           | −۱.۷٪                                 | ۲۰۱۷     |
| ۷۵  | لیتوانی                                      | ۲۱,۱۸۰              | ۲۱,۶۳۰                | −۴۵۰                           | −۱.۰٪                                 | ۲۰۱۷     |
| ۷۶  | کنیا                                         | ۱۵,۳۷۰              | ۲۰,۱۸۰                | −۴,۸۱۰                         | −۶.۱٪                                 | ۲۰۱۷     |
| ۷۷  | بولیوی                                       | ۱۵,۰۱۰              | ۱۷,۳۵۰                | −۲,۳۴۰                         | −۶.۲٪                                 | ۲۰۱۷     |
| ۷۸  | ماکائو                                       | ۱۴,۲۴۰              | ۱۰,۵۵۰                | ۳,۶۹۰                          | ۷.۲٪                                  | ۲۰۱۷     |
| ۷۹  | نیجریه                                       | ۱۳,۹۷۰              | ۲۲,۱۵۰                | −۸,۱۸۰                         | −۲.۱٪                                 | ۲۰۱۷     |
| ۸۰  | سری‌لانکا                                     | ۱۲,۶۴۰              | ۱۶,۶۶۰                | −۴,۰۲۰                         | −۴.۸٪                                 | ۲۰۱۷     |
| ۸۱  | پاناما                                       | ۱۲,۶۰۰              | ۱۳,۵۶۰                | −۹۶۰                           | −۱.۶٪                                 | ۲۰۱۷     |
| ۸۲  | اتیوپی                                       | ۱۲,۱۱۰              | ۱۴,۶۳۰                | −۲,۵۲۰                         | −۳.۲٪                                 | ۲۰۱۷     |
| ۸۳  | جمهوری دومینیکن                              | ۱۱,۱۸۰              | ۱۲,۷۷۰                | −۱,۵۹۰                         | −۲.۱٪                                 | ۲۰۱۷     |
| ۸۴  | لبنان                                        | ۱۰,۹۰۰              | ۱۵,۹۹۰                | −۵,۰۹۰                         | −۹.۷٪                                 | ۲۰۱۷     |
| ۸۵  | لتونی                                        | ۱۰,۱۳۰              | ۱۰,۴۳۰                | −۳۰۰                           | −۱.۰٪                                 | ۲۰۱۷     |
| ۸۶  | جمهوری آذربایجان                             | ۹,۸۵۲               | ۱۰,۴۰۰                | −۵۴۸                           | −۱.۴٪                                 | ۲۰۱۷     |
| ۸۷  | ایسلند                                       | ۹,۹۶۲               | ۹,۷۳۵                 | ۲۲۷                            | ۰.۹٪                                  | ۲۰۱۷     |
| ۸۸  | استونی                                       | ۹,۷۷۲               | ۹,۸۹۰                 | −۱۱۸                           | −۰.۵٪                                 | ۲۰۱۷     |
| ۸۹  | تونس                                         | ۹,۳۹۷               | ۱۱,۶۱۰                | −۲,۲۱۳                         | −۵.۶٪                                 | ۲۰۱۷     |
| ۹۰  | پورتوریکو                                    | ۹,۲۶۸               | ۹,۹۷۴                 | −۷۰۶                           | −۰.۷٪                                 | ۲۰۱۷     |
| ۹۱  | غنا                                          | ۹,۲۳۶               | ۱۲,۳۸۰                | −۳,۱۴۴                         | −۶.۹٪                                 | ۲۰۱۷     |
| ۹۲  | میانمار                                      | ۹,۲۱۱               | ۱۱,۴۵۰                | −۲,۲۳۹                         | −۳.۳٪                                 | ۲۰۱۷     |
| ۹۳  | اردن                                         | ۹,۱۵۷               | ۱۱,۸۱۰                | −۲,۶۵۳                         | −۶.۵٪                                 | ۲۰۱۷     |
| ۹۴  | گواتمالا                                     | ۸,۳۳۵               | ۹,۶۰۰                 | −۱,۲۶۵                         | −۱.۸٪                                 | ۲۰۱۷     |
| ۹۵  | کاستاریکا                                    | ۸,۲۶۲               | ۱۱,۳۴۰                | −۳,۰۷۸                         | −۵.۲٪                                 | ۲۰۱۷     |
| ۹۶  | سودان                                        | ۸,۱۹۸               | ۱۳,۴۰۰                | −۵,۲۰۲                         | −۴.۴ ٪                                | ۲۰۱۷     |
| ۹۷  | تانزانیا                                     | ۷,۸۷۲               | ۹,۲۷۱                 | −۱,۳۹۹                         | −۲.۷٪                                 | ۲۰۱۷     |
| ۹۸  | بوسنی و هرزگوین                              | ۷,۷۹۸               | ۷,۹۹۶                 | −۱۹۸                           | −۱.۱٪                                 | ۲۰۱۷     |
| ۹۹  | قبرس                                         | ۷,۶۷۷               | ۷,۸۷۵                 | −۱۹۸                           | −۰.۹٪                                 | ۲۰۱۷     |
| ۱۰۰ | ساحل عاج                                     | ۷,۱۲۱               | ۸,۸۸۶                 | −۱,۷۶۵                         | −۴.۴٪                                 | ۲۰۱۷     |
| ۱۰۱ | ترینیداد و توباگو                            | ۶,۹۱۶               | ۷,۸۳۸                 | −۹۲۲                           | −۴.۵٪                                 | ۲۰۱۷     |
| ۱۰۲ | نپال                                         | ۶,۹۹۳               | ۸,۸۳۳                 | −۱,۸۴۰                         | -۶.۷۴٪                                | ۲۰۱۸     |
| ۱۰۳ | ونزوئلا                                      | ۵,۵۲۱               | ۱۰,۳۸۲                | −۴,۸۶۱                         | −۱۰.۰۰٪                               | ۲۰۱۹     |
| ۵۱  | کوبا                                         | ۵۲,۳۶۰              | ۶۰,۵۷۰                | −۸,۲۱۰                         | −۱۰.۱٪                                | ۲۰۱۷     |
| ۱۰۳ | السالوادور                                   | ۵,۷۵۶               | ۶,۷۵۱                 | −۹۹۵                           | −۳.۶٪                                 | ۲۰۱۷     |
| ۱۰۴ | بوتسوانا                                     | ۵,۶۰۹               | ۶,۰۷۲                 | −۴۶۳                           | −۲.۸٪                                 | ۲۰۱۷     |
| ۱۰۵ | بحرین                                        | ۵,۴۶۳               | ۹,۲۸۱                 | −۳,۸۱۸                         | −۱۱.۳٪                                | ۲۰۱۷     |
| ۱۰۶ | پاراگوئه                                     | ۵,۳۶۶               | ۵,۸۷۶                 | −۵۱۰                           | −۱.۸٪                                 | ۲۰۱۷     |
| ۱۰۷ | کامرون                                       | ۵,۱۵۴               | ۶,۹۶۴                 | −۱,۸۱۰                         | −۵.۹٪                                 | ۲۰۱۷     |
| ۱۰۸ | زامبیا                                       | ۴,۸۹۵               | ۷,۰۵۰                 | −۲,۱۵۵                         | −۸.۴٪                                 | ۲۰۱۷     |
| ۱۰۹ | هندوراس                                      | ۴,۳۷۶               | ۵,۰۸۶                 | −۷۱۰                           | −۳.۱٪                                 | ۲۰۱۷     |
| ۱۱۰ | ترکمنستان                                    | ۴,۴۳۶               | ۴,۷۰۳                 | −۲۶۷                           | −۰.۶٪                                 | ۲۰۱۷     |
| ۱۱۱ | مالت                                         | ۴,۲۹۵               | ۴,۳۵۴                 | −۵۹                            | −۰.۵٪                                 | ۲۰۱۷     |
| ۱۱۲ | کامبوج                                       | ۴,۲۶۸               | ۴,۶۹۰                 | −۴۲۲                           | −۱.۹٪                                 | ۲۰۱۷     |
| ۱۱۳ | گرجستان                                      | ۴,۲۶۰               | ۴,۸۵۲                 | −۵۹۲                           | −۳.۹٪                                 | ۲۰۱۷     |
| ۱۱۴ | جامائیکا                                     | ۴,۲۰۷               | ۴,۱۵۰                 | ۵۷                             | ۰.۴٪                                  | ۲۰۱۷     |
| ۱۱۵ | اوگاندا                                      | ۴,۰۱۹               | ۵,۲۶۸                 | −۱,۲۴۹                         | −۴.۷٪                                 | ۲۰۱۷     |
| ۱۱۶ | نامیبیا                                      | ۳,۹۶۷               | ۴,۷۵۹                 | −۷۹۲                           | −۶.۳٪                                 | ۲۰۱۷     |
| ۱۱۷ | سنگال                                        | ۳,۸۶۳               | ۴,۴۷۴                 | −۶۱۱                           | −۳.۸٪                                 | ۲۰۱۷     |
| ۱۱۸ | نیکاراگوئه                                   | ۳,۸۰۰               | ۴,۰۷۴                 | −۲۷۴                           | −۲.۰٪                                 | ۲۰۱۷     |
| ۱۱۹ | پاپوآ گینه نو                                | ۳,۶۴۹               | ۴,۷۶۳                 | −۱,۱۱۴                         | −۵.۱٪                                 | ۲۰۱۷     |
| ۱۲۰ | زیمبابوه                                     | ۳,۶۰۰               | ۴,۸۰۰                 | −۱,۲۰۰                         | −۷.۰٪                                 | ۲۰۱۷     |
| ۱۲۱ | آلبانی                                       | ۳,۴۸۶               | ۳,۷۶۵                 | −۲۷۹                           | −۲.۱٪                                 | ۲۰۱۷     |
| ۱۲۲ | یمن                                          | ۳,۴۶۷               | ۵,۲۳۲                 | −۱,۷۶۵                         | −۶.۹٪                                 | ۲۰۱۷     |
| ۱۲۳ | مقدونیه شمالی                                | ۳,۳۱۴               | ۳,۶۵۵                 | −۳۴۱                           | −۳.۰٪                                 | ۲۰۱۷     |
| ۱۲۴ | جمهوری دموکراتیک کنگو                        | ۳,۲۳۸               | ۳,۳۶۶                 | −۱۲۸                           | −۰.۳٪                                 | ۲۰۱۷     |
| ۱۲۵ | کره شمالی                                    | ۳,۲۰۰               | ۳,۳۰۰                 | −۱۰۰                           | -                                     | ۲۰۰۷     |
| ۱۲۶ | لائوس                                        | ۳,۱۴۴               | ۴,۰۹۸                 | −۹۵۴                           | −۵.۶٪                                 | ۲۰۱۷     |
| ۱۲۷ | گینه استوایی                                 | ۳,۱۸۶               | ۳,۴۳۱                 | −۲۴۵                           | −۲.۴٪                                 | ۲۰۱۷     |
| ۱۲۸ | گابن                                         | ۳,۱۲۲               | ۳,۹۹۱                 | −۸۶۹                           | −۶.۰٪                                 | ۲۰۱۷     |
| ۱۲۹ | مالی                                         | ۳,۰۶۸               | ۳,۵۸۴                 | −۵۱۶                           | −۳.۴٪                                 | ۲۰۱۷     |
| ۱۳۰ | موریس                                        | ۲,۹۱۲               | ۳,۳۳۷                 | −۴۲۵                           | −۳.۵٪                                 | ۲۰۱۷     |
| ۱۳۱ | مولدووا                                      | ۲,۷۹۶               | ۳,۰۲۷                 | −۲۳۱                           | −۲.۹٪                                 | ۲۰۱۷     |
| ۱۳۲ | موزامبیک                                     | ۲,۷۵۸               | ۳,۶۰۷                 | −۸۴۹                           | −۶.۹٪                                 | ۲۰۱۷     |
| ۱۳۳ | فلسطین                                       | ۲,۷۵۰               | ۴,۰۷۷                 | −۱,۳۲۷                         | −۹.۹٪                                 | ۲۰۱۴     |
| ۱۳۴ | بورکینافاسو                                  | ۲,۶۳۵               | ۳,۳۳۲                 | −۶۹۷                           | −۵.۳٪                                 | ۲۰۱۷     |
| ۱۳۵ | مغولستان                                     | ۲,۶۲۳               | ۳,۷۱۱                 | −۱,۰۸۸                         | −۱۰.۰٪                                | ۲۰۱۷     |
| ۱۳۶ | ارمنستان                                     | ۲,۵۳۶               | ۲,۹۱۰                 | −۳۷۴                           | −۳.۴٪                                 | ۲۰۱۷     |
| ۱۳۷ | جمهوری کنگو                                  | ۲,۵۱۶               | ۳,۳۳۶                 | −۸۲۰                           | −۱۰.۵٪                                | ۲۰۱۷     |
| ۱۳۸ | تاجیکستان                                    | ۲,۲۱۴               | ۲,۳۱۶                 | −۱۰۲                           | −۱.۴٪                                 | ۲۰۱۷     |
| ۱۳۹ | قرقیزستان                                    | ۲,۰۵۰               | ۲,۳۰۴                 | −۲۵۴                           | −۳.۶٪                                 | ۲۰۱۷     |
| ۱۴۰ | باهاما                                       | ۲,۱۰۰               | ۲,۶۰۰                 | −۵۰۰                           | −۵.۵٪                                 | ۲۰۱۷     |
| ۱۴۱ | اریتره                                       | ۲,۰۲۹               | ۲,۶۰۱                 | −۵۸۵                           | −۹.۵٪                                 | ۲۰۱۷     |
| ۱۴۲ | افغانستان                                    | ۱,۹۹۲               | ۶,۶۳۶                 | −۴,۶۴۴                         | −۲۲.۱٪                                | ۲۰۱۶     |
| ۱۴۳ | پلی‌نزی فرانسه                                | ۱,۸۹۱               | ۱,۸۳۳                 | ۵۸                             | -                                     | ۲۰۱۲     |
| ۱۴۴ | رواندا                                       | ۱,۸۷۴               | ۲,۲۵۵                 | −۳۸۱                           | −۴.۳٪                                 | ۲۰۱۷     |
| ۱۴۵ | آندورا                                       | ۱,۸۷۲               | ۲,۰۶۰                 | −۳۲۲                           | −۶.۹٪                                 | ۲۰۱۶     |
| ۱۴۶ | نیجر                                         | ۱,۶۸۰               | ۲,۲۳۵                 | −۵۵۵                           | −۶.۰٪                                 | ۲۰۱۷     |
| ۱۴۷ | مونته‌نگرو                                    | ۱,۶۲۰               | ۱,۹۵۰                 | −۳۳۰                           | −۷.۵٪                                 | ۲۰۱۶     |
| ۱۴۸ | هائیتی                                       | ۱,۵۸۰               | ۲,۲۵۱                 | −۶۷۱                           | −۸.۰٪                                 | ۲۰۱۷     |
| ۱۴۹ | گرینلند                                      | ۱,۵۷۸               | ۱,۸۷۶                 | −۲۹۸                           | −۱۳.۵٪                                | ۲۰۱۵     |
| ۱۵۰ | گینه                                         | ۱,۵۵۹               | ۱,۸۶۸                 | −۳۰۹                           | −۳.۴٪                                 | ۲۰۱۷     |
| ۱۵۱ | توگو                                         | ۱,۴۶۹               | ۱,۷۰۰                 | −۲۳۱                           | −۴.۸٪                                 | ۲۰۱۷     |
| ۱۵۲ | فیجی                                         | ۱,۴۴۶               | ۱,۶۸۷                 | −۲۴۱                           | −۴.۸٪                                 | ۲۰۱۷     |
| ۱۵۳ | برونئی                                       | ۱,۴۳۵               | ۴,۰۱۷                 | −۲,۵۸۲                         | −۲۱.۶ ٪                               | ۲۰۱۷     |
| ۱۵۴ | کوزوو                                        | ۱,۳۹۶               | ۱,۶۱۰                 | −۲۱۴                           | −۳.۲٪                                 | ۲۰۱۷     |
| ۱۵۵ | بنین                                         | ۱,۳۷۲               | ۲,۲۶۱                 | −۸۸۹                           | −۹.۴٪                                 | ۲۰۱۷     |
| ۱۵۶ | باربادوس                                     | ۱,۳۵۰               | ۱,۶۵۰                 | −۳۰۰                           | −۶.۲٪                                 | ۲۰۱۷     |
| ۱۵۷ | مالاوی                                       | ۱,۲۹۸               | ۱,۶۱۲                 | −۳۱۴                           | −۵.۰٪                                 | ۲۰۱۷     |
| ۱۵۸ | ماداگاسکار                                   | ۱,۲۹۲               | ۱,۷۲۵                 | −۴۴۳                           | −۴.۱٪                                 | ۲۰۱۷     |
| ۱۵۹ | موریتانی                                     | ۱,۲۴۸               | ۱,۳۰۱                 | −۵۳                            | −۱.۱٪                                 | ۲۰۱۷     |
| ۱۶۰ | جزایر ویرجین ایالات متحده                    | ۱,۲۲۳               | ۱,۵۵۱                 | −۳۲۸                           | -                                     | ۲۰۱۳     |
| ۱۶۱ | چاد                                          | ۱,۱۷۸               | ۱,۵۲۲                 | −۳۴۴                           | −۳.۵ ٪                                | ۲۰۱۷     |
| ۱۶۲ | اسواتینی                                     | ۱,۱۵۰               | ۱,۴۷۵                 | −۳۲۵                           | −۸.۱٪                                 | ۲۰۱۶     |
| ۱۶۳ | گوآم                                         | ۱,۱۴۷               | ۱,۱۸۸                 | −۴۱                            | -                                     | ۲۰۱۳     |
| ۱۶۴ | لسوتو                                        | ۱,۰۵۷               | ۱,۱۶۰                 | −۱۰۳                           | −۳.۸ ٪                                | ۲۰۱۷     |
| ۱۶۵ | سوریه                                        | ۱,۰۳۳               | ۳,۱۷۷                 | −۲,۱۴۴                         | −۸.۷٪                                 | ۲۰۱۷     |
| ۱۶۶ | جزایر فارو                                   | ۸۳۶                 | ۸۸۴                   | −۴۸                            | −۱.۷٪                                 | ۲۰۱۴     |
| ۱۶۷ | کالدونیای جدید                               | ۹۹۶                 | ۱,۰۷۲                 | −۷۶                            | -                                     | ۲۰۰۱     |
| ۱۶۸ | لیختن‌اشتاین                                  | ۹۹۵                 | ۸۹۰                   | ۱۰۵                            | ۱.۶٪                                  | ۲۰۱۲     |
| ۱۶۹ | جزیره من                                     | ۹۶۵                 | ۹۴۳                   | ۲۲                             | -                                     |          |
| ۱۷۰ | برمودا                                       | ۹۶۰                 | ۱,۱۵۴                 | −۱۹۴                           | -                                     | ۲۰۱۶     |
| ۱۷۱ | مالدیو                                       | ۹۶۰                 | ۱,۱۵۶                 | −۱۹۶                           | −۳.۷٪                                 | ۲۰۱۶     |
| ۱۷۲ | گویان                                        | ۹۳۹                 | ۱,۱۵۲                 | −۲۱۳                           | −۵.۹٪                                 | ۲۰۱۷     |
| ۱۷۳ | موناکو                                       | ۹۱۵                 | ۹۷۳                   | −۵۹                            | −۰.۹٪                                 | ۲۰۱۱     |
| ۱۷۴ | جزایر کیمن                                   | ۸۷۰                 | ۷۳۲                   | ۱۳۸                            | ۶.۲٪                                  | ۲۰۱۶     |
| ۱۷۵ | جرزی                                         | ۸۲۹                 | ۸۵۱                   | −۲۲                            | -                                     | ۲۰۰۵     |
| ۱۷۶ | جیبوتی                                       | ۷۰۰                 | ۸۶۵                   | −۱۶۵                           | −۸.۰٪                                 | ۲۰۱۷     |
| ۱۷۷ | آروبا                                        | ۶۹۷                 | ۷۵۲                   | −۵۵                            | -                                     | ۲۰۱۶     |
| ۱۷۸ | بوتان (کشور)                                 | ۶۹۳                 | ۸۱۹                   | −۱۲۶                           | −۵.۴٪                                 | ۲۰۱۷     |
| ۱۷۹ | سیرالئون                                     | ۶۸۴                 | ۹۶۳                   | −۲۷۹                           | −۷.۱٪                                 | ۲۰۱۷     |
| ۱۸۰ | سان مارینو                                   | ۶۶۸                 | ۷۱۳                   | −۴۵                            | −۲.۹٪                                 | ۲۰۱۱     |
| ۱۸۱ | لیبریا                                       | ۶۲۶                 | ۷۲۸                   | −۱۰۲                           | −۴.۷٪                                 | ۲۰۱۷     |
| ۱۸۲ | بوروندی                                      | ۶۰۸                 | ۷۴۹                   | −۱۴۱                           | −۴.۲٪                                 | ۲۰۱۷     |
| ۱۸۳ | سیشل                                         | ۵۷۲                 | ۵۵۷                   | ۱۵                             | ۱.۰٪                                  | ۲۰۱۷     |
| ۱۸۴ | گرنزی                                        | ۵۶۴                 | ۵۳۱                   | ۳۳                             | -                                     | ۲۰۰۵     |
| ۱۸۵ | سورینام                                      | ۵۴۶                 | ۸۰۶                   | −۲۶۰                           | −۷.۱٪                                 | ۲۰۱۷     |
| ۱۸۶ | بلیز                                         | ۵۰۰                 | ۵۵۰                   | −۵۰                            | −۲.۷٪                                 | ۲۰۱۷     |
| ۱۸۷ | جبل طارق                                     | ۴۷۶                 | ۴۵۲                   | ۲۴                             | -                                     | ۲۰۰۸     |
| ۱۸۸ | سودان جنوبی                                  | ۴۳۷                 | ۲,۲۵۹                 | −۱,۸۲۲                         | −۶۲.۵٪                                | FY ۲۰۱۳  |
| ۱۸۹ | کیپ ورد                                      | ۴۳۷                 | ۴۶۴                   | −۲۷                            | −۱.۵٪                                 | ۲۰۱۷     |
| ۱۹۰ | جزایر سلیمان                                 | ۴۳۵                 | ۴۷۲                   | −۳۷                            | −۲.۹٪                                 | ۲۰۱۷     |
| ۱۹۱ | سنت لوسیا                                    | ۴۰۲                 | ۴۳۱                   | −۲۹                            | −۱.۷٪                                 | ۲۰۱۷     |
| ۱۹۲ | سنت کیتس و نویس                              | ۳۷۰                 | ۳۷۰                   | ۰                              | ۰                                     | ۲۰۱۷     |
| ۱۹۳ | واتیکان                                      | ۳۱۵                 | ۳۴۸                   | −۳۳                            | -                                     | ۲۰۱۳     |
| ۱۹۴ | تیمور شرقی                                   | ۳۰۰                 | ۲,۲۰۰                 | −۱,۹۰۰                         | −۷۰.۰٪                                | ۲۰۱۷     |
| ۱۹۵ | جزایر ویرجین انگلستان                        | ۳۰۰                 | ۳۰۰                   | ۰                              | -                                     | ۲۰۱۶     |
| ۱۹۶ | آنتیگوآ و باربودا                            | ۲۹۶                 | ۳۲۳                   | −۲۷                            | −۱.۸٪                                 | ۲۰۱۷     |
| ۱۹۷ | گرنادا                                       | ۲۶۹                 | ۲۸۵                   | −۱۶                            | −۰.۵٪                                 | ۲۰۱۷     |
| ۱۹۸ | سومالی                                       | ۲۶۰.۱               | ۲۶۰.۱                 | ۰                              | −                                     | ۲۰۱۷     |
| ۱۹۹ | جزایر ماریانای شمالی                         | ۲۴۶                 | ۲۵۰                   | −۳                             | -                                     | ۲۰۱۳     |
| ۲۰۰ | ساموای آمریکا                                | ۲۴۱                 | ۲۴۴                   | −۳                             | -                                     | ۲۰۱۳     |
| ۲۰۱ | ساموآ                                        | ۲۳۳                 | ۲۷۲                   | −۳۹                            | -                                     | ۲۰۱۶     |
| ۲۰۲ | جمهوری آفریقای مرکزی                         | ۲۳۱                 | ۲۷۱                   | −۴۰                            | −۲.۰٪                                 | ۲۰۱۷     |
| ۲۰۳ | جزایر تورکس و کایکوس                         | ۲۲۶                 | ۱۸۷                   | ۳۸                             | -                                     | ۲۰۱۶     |
| ۲۰۴ | گینه بیسائو                                  | ۲۲۶                 | ۲۱۳                   | −۴۱                            | −۳.۲٪                                 | ۲۰۱۷     |
| ۲۰۵ | سنت وینسنت و گرنادین‌ها                       | ۲۲۲                 | ۲۶۷                   | −۳۷                            | −۴.۵٪                                 | ۲۰۱۷     |
| ۲۰۶ | ایالات فدرال میکرونزی                        | ۲۱۴                 | ۱۹۲                   | ۲۲                             | -                                     |          |
| ۲۰۷ | وانواتو                                      | ۲۰۴                 | ۲۰۷                   | −۳                             | −۰.۵٪                                 | ۲۰۱۷     |
| ۲۰۸ | کیریباتی                                     | ۱۹۸                 | ۱۸۰                   | ۱۸                             | -                                     | ۲۰۱۳     |
| ۲۰۹ | گامبیا                                       | ۱۸۷                 | ۳۷۰                   | −۱۸۳                           | −۱۷.۶٪                                | ۲۰۱۷     |
| ۲۱۰ | کومور                                        | ۱۴۹                 | ۱۸۳                   | −۳۴                            | −۵.۲ ٪                                | ۲۰۱۷     |
| ۲۱۱ | دومینیکا                                     | ۱۴۸                 | ۱۴۸                   | ۰                              | -                                     | ۲۰۱۶     |
| ۲۱۲ | تونگا                                        | ۱۳۳                 | ۱۳۳                   | ۰                              | -                                     | ۲۰۱۶     |
| ۲۱۳ | پالائو                                       | ۱۲۴                 | ۹۸                    | ۲۶                             | -                                     | ۲۰۱۲     |
| ۲۱۴ | جزایر مارشال                                 | ۱۱۷                 | ۱۱۴                   | ۳                              | -                                     | ۲۰۱۳     |
| ۲۱۵ | سائوتومه و پرنسیپ                            | ۱۱۴                 | ۱۲۳                   | −۷                             | −۲.۵٪                                 | ۲۰۱۷     |
| ۲۱۶ | آنگویلا                                      | ۹۵                  | ۸۶                    | ۸                              | -                                     | ۲۰۱۶     |
| ۲۱۷ | جزایر کوک                                    | ۸۷                  | ۷۸                    | ۹                              | -                                     | ۲۰۱۰     |
| ۲۱۸ | سنت پیر و ماژلان                             | ۷۰                  | ۶۰                    | ۱۰                             | -                                     | ۱۹۹۶     |
| ۲۱۹ | جزایر فالکلند                                | ۶۷                  | ۷۵                    | −۸                             | -                                     |          |
| ۲۲۰ | نائورو                                       | ۵۸                  | ۵۲                    | ۶                              | -                                     | ۲۰۱۰     |
| ۲۲۱ | تووالو                                       | ۴۳                  | ۳۲                    | ۱۰                             | -                                     | ۲۰۱۳     |
| ۲۲۲ | مونتسرات                                     | ۳۷                  | ۳۷                    | ۰                              | -                                     | ۲۰۱۶     |
| ۲۲۳ | نیووی                                        | ۱۵                  | ۱۶                    | −۱                             | -                                     |          |
| ۲۲۴ | Saint Helena, Ascension and Tristan da Cunha | ۹                   | ۲۲                    | −۱۳                            | -                                     |          |
| ۲۲۵ | جزیره نورفک                                  | ۵                   | ۵                     | ۰                              | -                                     |          |
| ۲۲۶ | جزایر پیت‌کرن                                 | ۱                   | ۱                     | ۰                              | -                                     |          |
| ۲۲۷ | توکلائو                                      | ۱                   | ۳                     | −۲                             | -                                     | ۱۹۸۷     |
| ۲۲۸ | والیس و فوتونا                               |                     |                       |                                | -                                     | ۲۰۰۴     |
|     | جهان                                         | ۲۵,۱۸۷,۶۰۲          | ۳۵,۶۴۸,۰۸۹            | −۱۰,۴۶۰,۴۸۷                    | -۴۱.۵۳٪                               |          |